# Agrotis mesotoxa
Agrotis mesotoxa är en fjärilsart som beskrevs av Edward Meyrick 1899. Agrotis mesotoxa ingår i släktet Agrotis och familjen nattflyn. Inga underarter finns listade i Catalogue of Life.

## Bildgalleri

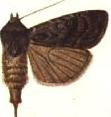